# Horst Kleineidam
Horst Kleineidam (* 23. Juni 1932 in Gebhardsdorf) ist ein deutscher Dramatiker.

## Leben und Werk
Der Vater Kleineidams war Schuhmacher, seine Mutter Fabrikarbeiterin. Die Familie wurde in der Folge des Zweiten Weltkriegs 1947 aus Schlesien in die Oberlausitz umgesiedelt. Dort arbeitete Kleineidam als Weber. Dann absolvierte er eine Lehre als Zimmermann. Er ging in die Bundesrepublik und arbeitete ab 1951 im Ruhrgebiet als Hauer im Kohlebergbau und als Bauarbeiter in Köln. 1958 zog er zurück in die DDR. Er arbeitete als Brigadier und als Zimmermann und war im FDGB politisch aktiv. Er nahm an einem Lehrgang für Kulturfunktionäre des FDGB teil und machte ein Fernstudium an einer Gewerkschaftsschule. Er betätigte sich als „schreibender Arbeiter“ und studierte dann von 1963 bis 1965 am Institut für Literatur Johannes R. Becher. Zu seinen Kommilitonen gehörten Rainer und Sarah Kirsch.
Danach war er in Dresden freiberuflich schriftstellerisch tätig, insbesondere als Dramatiker, wobei er vor allem in seinen Einaktern schwankhafte Elemente einsetzte. Er gehörte zu den DDR-Autoren, deren „harmonisierend-unkritische[n] Zeitstücke“ ab Mitte der 1960er Jahre häufig gezeigt wurden.

## Ehrungen
- 1963: Literaturpreis des FDGB
- 1969: Erich-Weinert-Medaille
- 1976: Martin-Andersen-Nexö-Kunstpreis
- 1977: Lessing-Preis der DDR

## Werke

### Dramatik
- Die Offensive (1969; Szenen für Agitprop-Theater)
- Der Millionenschmidt (1962; Literaturpreis des FDGB)
- Von Riesen und Menschen (1967)[3]
- Barfuß nach Langenhanshagen (1968; Einakter)
- Der verlorene Sohn (1969; Einakter)
- Susanna oder Ein Stern erster Größe (1969; Einakter)
- Auf dem Feldherrnhügel (1970; Einakter)
- Die Hochzeit des Tomsk (1972; Farce)
- Polterabend (1973)
- Karaseck (1977)
- Der Sturz (1980/1981; Filmdrehbuch)[4]
- Siegfried, der Drachentöter (1989)[5]
- Sonnenuntergänge im Saronischen Golf (1999)

## Roman
- Westland-Story. Mitteldeutscher Verlag, Halle, 1983.